# 고암초등학교 (경남)
고암초등학교는 대한민국 경상남도 창녕군 고암면 중대리에 있는 공립 초등학교이다.

## 학교 연혁
- 1926년 9월 13일: 고암공립보통학교 개교
- 1938년 4월 1일: 고암공립심상소학교로 개칭
- 1941년 4월 1일: 고암공립국민학교로 개칭
- 1949년 9월 15일: 계상국민학교 분리
- 1979년 4월 2일: 병설유치원 개원
- 1988년 3월 1일: 계상분교장 통합
- 1996년 3월 1일: 고암초등학교로 개칭

## 참고 자료
- 고암초등학교 - 한국교육학술정보원 학교알리미